# カークブリー統監
カークブリー統監（カークブリーとうかん、英語: Lord Lieutenant of Kirkcudbright）は、イギリスの官職。統監の1つで、カークブリーシャーを担当する。1789年に勃発したフランス革命がヨーロッパ諸国に飛び火するとともに1792年にはスコットランド各地で暴動がおこり、地方政府の対応に不満を感じたイギリス政府は1794年にイングランドの統監職をスコットランドでも常設職として設立した。

## 一覧
- 1794年11月5日 – 1803年：ガーリーズ卿ジョージ・ステュアート（英語版）[2]
- 1803年6月28日 – 1806年11月13日：第7代ギャロウェイ伯爵ジョン・ステュアート（英語版）[2]
- 1807年3月24日 – 1820年4月8日：第5代セルカーク伯爵トマス・ダグラス（英語版）[2]
- 1820年6月10日 – 1828年：第8代ギャロウェイ伯爵ジョージ・ステュアート（英語版）[2]
- 1828年7月9日 – 1845年：ガーリーズ卿ランドルフ・ステュアート（英語版）（のち第9代ギャロウェイ伯爵）[2]
- 1845年5月29日 – 1885年4月11日：第6代セルカーク伯爵ダンバー・ダグラス（英語版）[2]
- 1885年5月26日 – 1908年10月6日：第11代テレグルスのヘリーズ卿マーマデューク・コンスタブル＝マクスウェル[2]
- 1908年11月9日 – 1932年10月4日：ロバート・フランシス・ダッジョン（英語版）[2]
- 1932年11月17日 – 1975年：第12代ギャロウェイ伯爵ランドルフ・ステュアート（英語版）[2]
- 1975年9月7日 – 1976年11月16日：ゴードン・ガースリー・マルコム・バチェラー（英語版）[2]
- 1977年2月1日 – 1982年7月29日：ウォルター・ジョン・マクドナルド・ロス（英語版）[2]
- 1982年11月24日 – 1989年：第17代シンクレア卿チャールズ・シンクレア（英語版）[2]
- 1989年7月26日 – 1995年5月6日：サー・マイケル・アレグザンダー・ロバート・ヘリーズ（英語版）[2]
- 1996年2月16日 – 2006年：サー・ジョン・ノーマン・ステュアート・アーサー（英語版）[2][3]
- 2006年3月2日 – 2018年10月27日：サー・マルコム・ウォルター・ヒュー・ロス（英語版）[4][5]
- 2018年11月5日 – 2021年3月：エリザベス・パトリシア・ギルロイ[5][6]
- 2021年7月29日 – ：第18代シンクレア卿マシュー・シンクレア[7]